# Long Ruồi
Long Ruồi là một bộ phim điện ảnh Việt Nam của đạo diễn Việt kiều Charlie Nguyễn, kịch bản do Anh Mai và Lê Thanh Sơn viết, Dustin Nguyễn và Vincent Ngô sản xuất.
Long Ruồi được công chiếu ngày 26 tháng 8 năm 2011, phim nổi bật bởi các yếu tố gây cười mang "màu sắc Hollywood", cũng như dàn diễn viên nổi tiếng. Đây cũng là bộ phim hài hành động Việt Nam đạt mức doanh thu kỷ lục 9,5 tỷ đồng sau ba ngày ra mắt và cũng gặt hái rất nhiều sự quan tâm tích cực của dư luận, một tháng sau thì doanh thu trở thành 42 tỷ đồng.

## Nội dung
Nhân vật chính của phim là Tèo, một anh chàng nhà quê làm nghề bán bánh xèo quyết tâm lên Sài Gòn tìm cơ hội đổi đời sau khi bị bạn gái bỏ để theo Việt kiều lắm tiền, nhiều của.
Lên thành phố, Tèo choáng ngợp trước cuộc sống đô thị phồn hoa, lộng lẫy. Vì có ngoại hình giống y như Long Ruồi - đại ca xã hội đen khét tiếng bậc nhất Sài Gòn hiện đang nằm hôn mê bất tỉnh sau một cuộc thanh toán của giới giang hồ, Tiến và Bích, hai đàn em của Long Ruồi, đưa Tèo về "sào huyệt" để huấn luyện "đóng thế" đại ca xã hội đen. Tèo nhanh chóng có được cuộc sống xa hoa của giới thượng lưu với hàng hiệu, khách sạn 5 sao, rượu tiền triệu, chân dài, đệ tử và xe hơi. Tèo ra sức thể hiện hình ảnh Long Ruồi thật trót lọt. Sau đó, anh phải lòng Nga, người tình duy nhất của Long Ruồi.
Ngày Lão Đại, một trùm xã hội đen ở đất Sài Thành, trao lại "chiếc nhẫn quyền lực" đang đến gần thì Tèo phát hiện ra, mình chỉ là một con cờ trong cái bẫy được sắp đặt trước của các tay anh chị. Quay đầu không kịp, Tèo buộc phải "tùy cơ ứng biến" trước bao tình huống dở khóc dở cười khi đội lốt Long Ruồi, anh còn phải đối mặt với tên đại ca xã hội đen máu lạnh tên Khắc - con trai của Lão Đại.

## Diễn viên
- Thái Hòa vai Tèo / Long Ruồi[3]
- Tinna Tình vai Nga
- Bùi Văn Hải vai Tiến
- Phi Thanh Vân vai Bích
- Khương Ngọc vai Khắc
- Hiếu Hiền vai Bolo
- Mai Thành vai Lão Đại
- Nguyễn Hậu vai ông Hiền
- Quốc Huy vai Gà
- Khắc Duy vai Chó Điên
- Tiến Thành vai Cường
- Ninh Dương Lan Ngọc vai Xuân
- Mi Minh vai Ngọc
- Hoàng Thy vai Phương
- Phương Ngân vai Cô gái trong khách sạn
- Jayvee Mai Thế Hiệp vai nhân viên bảo vệ
- Trần Trung Lĩnh vai Dân chơi
- Annie Huỳnh Anh vai Vân
- Thanh Bùi vai gã Việt kiều

## Đón nhận
Bộ phim nhận được nhiều phản ứng tích cực của dư luận:
Doanh thu đạt 9,5 tỷ đồng, lập kỷ lục mới khá bất ngờ, vượt qua Để Mai tính (năm 2010), ước tính gấp 3 lần doanh thu trong tuần đầu công chiếu và tương đương với doanh thu trong hai tuần công chiếu của bộ phim Cánh đồng bất tận (năm 2010). Chưa dừng lại ở đó, một tháng sau khi công chiếu thì tổng doanh thu của Long Ruồi trở thành con số 42 tỷ đồng.
Tính đến ngày 29/8, Long Ruồi đã bán 150.000 vé và các phòng chiếu phim Long Ruồi luôn trong tình trạng đặt chỗ kín mít. Các phòng chiếu tại rạp luôn ở tình trạng "cháy vé" ngay cả ba hàng ghế A, B, C. Nhiều rạp còn quyết định tăng suất chiếu cả suất sớm lẫn suất muộn, hoặc ngưng chiếu một số phim khác để ưu tiên Long Ruồi. Tới thời điểm này, tính riêng tại cụm rạp của Galaxy Cinema, mỗi ngày có tới 20 suất chiếu Long Ruồi phân bổ từ 12h tới tận 22 giờ 30.
Bộ phim nhanh chóng tạo tiếng vang trên cộng đồng mạng, hàng loạt trang mạng xã hội xuất hiện mang tên Long Ruồi, những forum bàn tán về bộ phim, những cuộc thi online lấy cảm hứng từ nhân vật Long Ruồi/Tèo do diễn viên Thái Hòa thủ vai… và hàng loạt những tấm ảnh "bắt chước" anh Tèo do các khán giả, đặc biệt là trẻ em đều được cập nhật liên tục trên trang facebook chính thức của bộ phim.
Phần nhạc phim cũng đã giúp cho bộ phim được quảng bá rộng rãi hơn với các ca khúc đã nhận được rất nhiều nhận xét tích cực từ khán giả: Nếu Như (Hà Okio), Như Là Mơ (Hà Okio feat. Nguyễn Phạm Thùy Trang).

## Giải thưởng
Trong lễ trao giải Cánh Diều Vàng 2012, Long Ruồi đã đoạt giải "Cánh diều bạc". Phim còn mang về cho đạo diễn Charlie Nguyễn giải "Đạo diễn điện ảnh xuất sắc nhất", diễn viên Thái Hòa và Tinna Tình cũng đoạt giải "Nam diễn viên chính xuất sắc nhất" và "Nữ diễn viên phụ xuất sắc nhất".